# The Chicago Transit Authority
Az 1969-es The Chicago Transit Authority az azonos nevű együttes debütáló nagylemeze. A zenekar később Chicago néven vált ismertté.
Az album azonnali siker lett, Amerikában a 17., az Egyesült Királyságban a 9. helyre jutott. Bár a kritikusok reakciója is erős volt, az album képtelen volt slágereket adni. 1970-ben és 1971-ben a Does Anybody Really Know What Time It Is? (7), a Beginnings (7) és a Questions 67 and 68 (71/24) lettek kései sikerek. A lemez 171 hétig maradt a listákon, majd aranyminősítést szerzett (később platina és dupla-platina).
A turné alatt az eredeti Chicago Transit Authority (mely Chicago tömegközlekedését biztosítja) nyomására az együttes nevét egyszerűen Chicagóra módosították.
2002-ben a The Chicago Transit Authority CD-kiadásban is megjelent. Az album az egyetlen Chicago-album, mely bekerült az 1001 lemez, amit hallanod kell, mielőtt meghalsz könyvbe.

## Az album dalai
| 1. | Introduction                              | Terry Kathe | Terry Kath  | 6:35 |
| 2. | Does Anybody Really Know What Time It Is? | Robert Lamm | Robert Lamm | 4:35 |
| 3. | Beginnings                                | Robert Lamm | Robert Lamm | 7:54 |

| 4. | Questions 67 and 68 | Robert Lamm | Peter Cetera és Robert Lamm | 5:03 |
| 5. | Listen              | Robert Lamm | Robert Lamm                 | 3:22 |
| 6. | Poem 58             | Robert Lamm | Robert Lamm                 | 8:35 |

| 7. | Free Form Guitar                      | Terry Kath                  | instrumentális                          | 6:47 |
| 8. | South California Purples              | Robert Lamm                 | Robert Lamm                             | 6:11 |
| 9. | I'm a Man (Spencer Davis Group cover) | Steve Winwood, James Miller | Terry Kath, Peter Cetera és Robert Lamm | 7:43 |

| 10. | Prologue   | James William Guercio     | instrumentális              | 0:58  |
| 11. | Someday    | James Pankow, Robert Lamm | Robert Lamm és Peter Cetera | 4:11  |
| 12. | Liberation | James Pankow              | instrumentális (Terry Kath) | 14:38 |

## Helyezések
Album
| Év   | Lista                | Helyezés                |
| ---- | -------------------- | ----------------------- |
| 1969 | Billboard Pop Albums | 17 (171 hétig a listán) |
| 1969 | UK Pop Albums        | 9                       |

Kislemezek
| Év   | Kislemez                                  | Lista                 | Helyezés |
| ---- | ----------------------------------------- | --------------------- | -------- |
| 1969 | Questions 67 and 68                       | Billboard Pop Singles | 71       |
| 1970 | Does Anybody Really Know What Time It Is? | Billboard Pop Singles | 7        |
| 1971 | Beginnings                                | Billboard Pop Singles | 7        |
| 1971 | Questions 67 and 68                       | Billboard Pop Singles | 24       |
| 1971 | I'm a Man                                 | Billboard Pop Singles | 49       |

## Közreműködők
- Peter Cetera – basszusgitár, ének
- Terry Kath – gitár, ének
- Robert Lamm – billentyűk, ének
- Lee Loughnane – trombita, ének
- James Pankow – harsona
- Walter Parazaider – fafúvós hangszerek, ének
- Danny Seraphine – dobok